# 阮氏玉玖
安禮公主阮氏玉玖（越南语：／；1802年—1846年），阮朝嘉隆帝第八女，生母是婕妤楊氏事。
嘉隆元年（1802年），阮氏玉玖出生。明命四年（1823年），公主22歲，下嫁質郡公黎宗質之子黎宗厚。紹治六年（1846年），公主去世，享年四十五歲，諡婉淑。後追贈封號為安禮公主。
安禮公主育有三子一女。